# 基督教女青年會
基督教女青年會（簡稱YWCA），是一個基督教國際慈善團體，乃全球最大的婦女組織之一。現時全球共有125個國家設立基督教女青年會，而其總會稱為世界基督教女青年會（英語：World YWCA），會址設於瑞士日內瓦，

## 歷史

基督教女青年会標誌

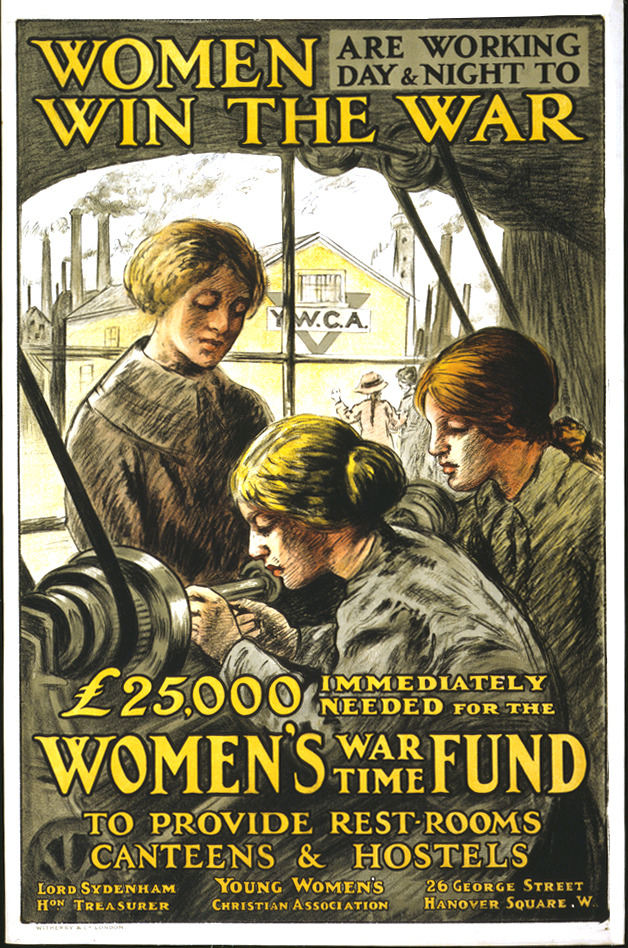
1915年基督教女青年会的的海报

基督教女青年會創辦於1855年的英國倫敦，當時源起英國工業革命後期，創辦人為金耐德夫人（Lady Kinnaird）和羅拔女士（Ms. Emma Robarts）。前者為遠離家庭到工廠謀生或隨南丁格爾上戰場服務的青年女子提供棲身之所，後者集合婦女禱告和研讀聖經。後來這個祈禱會事工和宿舍工作合併成為了基督教女青年會（Young Women's Christian Association，簡稱YWCA）。

## 分會
- 香港基督教女青年會

## 外部連結
- World YWCA官方網站 （页面存档备份，存于）